# Ksenia Milicevic

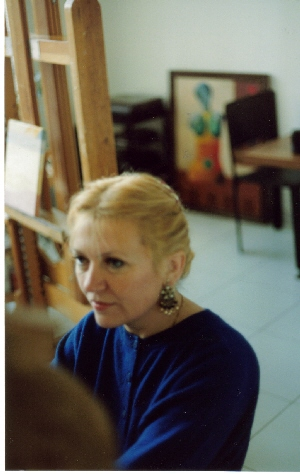
Ksenia Milicevic en 1990

Ksenia Milicevic (Drinici, 15 september 1942 -) is een Franse kunstschilder, architecte en stedenbouwkundige. Ze is gevestigd in Parijs en heeft een studio in Bateau-Lavoir in Montmartre en ook in Saint-Frajou, in het zuidwesten van Frankrijk.

## Leven en werk
Ksenia Milicevic werd geboren in 1942 in Drinici in het Koninkrijk Joegoslavië (thans Bosnië en Herzegovina). Na de Tweede Wereldoorlog traden haar ouders in diplomatieke dienst en woonde ze met hen in Sofia en Praag. Haar vader, een schrijver en schilder, gaf haar zijn talent voor schilderen met olieverf, wat resulteerde in haar eerste olieverfschilderij op vijftienjarige leeftijd.
Nadat ze was teruggekeerd in Joegoslavië (Belgrado) verhuisde ze, na een studie aan de V° Senior High School en een jaar aan de Technische Universiteit, in 1962 naar Algiers, waar ze architectuur studeerde aan de School voor Architectuur en Stedenbouwkunde aan het Instituut voor Stedenbouwkunde. Ze studeerde van beide in 1968 af. In haar spaarzame vrije tijd bezocht Ksenia Milicevic de schildersklas aan de School voor de Schone Kunsten, die in hetzelfde gebouw gevestigd was. Ze werkte een jaar in ECOTEC met het team van de Braziliaanse architect Oscar Niemeyer.
Ze verhuisde naar San Miguel de Tucumán in het noorden van Argentinië om als architect te werken. Hier ging ze naar de kunstschool van de Nationale Universiteit en ze studeerde in 1976 af. Haar eerste tentoonstelling vond in 1970 in Tucumán plaats.
Ze heeft in Frankrijk, Spanje en Mexico gewoond en woont sinds 1987 in Frankrijk.
Sinds 1976 houdt ze zich exclusief met schilderen bezig. Ze heeft 120 individuele en collectieve tentoonstellingen gehouden over de hele wereld.
In 2011 werd het Museum voor de Schilderkunst van St. Frajou, Haute Garonne, Frankrijk.  ingewijd met een keuze van dertig schilderijen van Ksenia Milicevic in de permanente collectie.

## Museums
- Museum voor de Schone Kunsten. Granada - Spanje
- Museum de la Casa de los Tiros. Granada - Spanje
- Museum voor Hedendaagse Kunst. Salamanca - Spanje
- Museo de Cuenca - Spanje
- Museum voor Hedendaagse Kunst. Ayllon - Spanje
- Museum Municipal. Segobre - Spanje
- Museum voor Hedendaagse Kunst. Malabo - Guinea
- Museum Pinacoteca Municipal de Deifontes. Spanje
- Museum van Armilla. Granada - Spanje
- Polytechnisch Instituut. Mexico - Mexico
- Frans Instituut van Latijns-Amerika. Mexico - Mexico
- Museum Zarsuela del Monte, Spanje
- Museum Civico. Spilimbergo - Italië
- Foundation Paul Ricard. Parijs - Frankrijk
- Cultureel Centrum van de Mexicaanse ambassade. Brasília - Brazilië
- Museum voor de Schilderkunst van Saint-Frajou. Haute Garonne - Frankrijk.

## Boeken van Ksenia Milicevic
- Ksenia Milicevic, Art-confusion.com - De l'image d'art à l'oeuvre d'art, éd. Edilivre, Parijs, 2013
- Ksenia Milicevic, Résilience en art et art-thérapie pour la résilience,éd. Edilivre, Paris, 2020
- Ksenia Milicevic, Résilience, ed. Amazon, 2021
- Ksenia Milicevic, Ange du jour - Jeu de divination, ed. Amazon, 2021
- Ksenia Milicevic, Collection Livres participatifs, Apprentissage du dessin 1. Randonnées sous les arbres, 2. Herbarium, 3. Maison au bord de la mer, 4. Lundi au marché, 5.  Maître Corbeau, autoédition, Amazon, 2022
- Ksenia Milicevic, Collection Résilience en Art : 1. Soulage, un trait noir sur la peinture, autoédition, Amazon, 2022, 2. Qui êtes-vous Mr. Duchamp ? autoédition, Amazon, 2022
- Ksenia Milicevic, "60 Artistes du mouvement Art Résilience", autoédition, Amazon, 2024